# Stanislav Koulintchenko
Stanislav Vladimirovitch Koulintchenko (en russe : Станислав Владимирович Кулинченко), né le 19 avril 1971 à Krasnogvardeïskaïa (Union soviétique, aujourd'hui en Ouzbékistan), est un ancien joueur russe de handball évoluant au poste de demi-centre.
Sélectionne à au moins 125 reprises en équipe nationale de Russie, il a notamment remporté les trois compétitions majeures : il est champion d'Europe en 1996, champion du monde en 1997 et champion olympique en 2000.

## Palmarès

### Sélection nationale
- Jeux olympiques[1]
  -  Médaille d'or aux Jeux olympiques de 2000 à Sydney
- Championnats du monde
  -  Médaille d'or au Championnat du monde 1997, Japon
  -  Médaille d'argent au Championnat du monde 1999, Égypte
- Championnats d'Europe
  -  Médaille d'argent au Championnat d'Europe 1994, Portugal
  -  Médaille d'or au Championnat d'Europe 1996, Espagne
  - 4e place au Championnat d'Europe 1998, Italie
  -  Médaille d'argent au Championnat d'Europe 2000, Croatie
- Autres
  -  Médaille d'argent au Goodwill Games de 1994
  -  Médaille d'or à la Supercoupe des nations 1999

### En club
Compétitions internationales
- Vainqueur de la Coupe de l'EHF (C3) (1): 1990
  - Finaliste en 1995
- Demi-finaliste de la Ligue des champions (C1) en 2000

Compétitions nationales
- Deuxième du Championnat de Russie en 1993, 1996
- Vainqueur du Championnat de Croatie (1) : 2000
- Vainqueur de la Coupe de Croatie (1) : 2000
- Vainqueur du Championnat de Slovénie (1) : 2001
- Vainqueur de la Coupe de Slovénie (1) : 2001
- vainqueur du championnat du Japon (2) : 2002, 2003